# Sant Pere d'Olp
Sant Pere d'Olp és una antiga capella del poble d'Olp, en el terme municipal de Sort, a la comarca del Pallars Sobirà. Pertanyia a l'antic terme d'Enviny. És a quasi 450 metres en línia recta a l'est/sud-est del poble d'Olp, al Serrat de Moriri.